# Laura Cazzaniga
Laura Cazzaniga (* 31. März 1970 in Cassano d’Adda) ist eine italienische Balletttänzerin. 

## Werdegang
Ihre Ausbildung im klassischen Tanz absolvierte Cazzaniga in Bergamo sowie an der Académie de Danse Princesse Grace in Monte Carlo und ab 1988 auch an der Ballettschule des Hamburg Ballett. Sie nennt Marika Besobrasova und Truman Finney als ihre wichtigsten Lehrer. Laura Cazzaniga spricht Italienisch, Englisch, Deutsch und Französisch.
1993 wurde sie zur Solistin ernannt, und John Neumeier berief sie 1998 während eines Gastspieles des Ensembles in New York City zur Ersten Solistin. Seit der Spielzeit 2008/09 arbeitet sie als Ballettmeisterin der Kompanie des Hamburg Ballett. Gastauftritte führten Cazzaniga nach Cesena, Vicenza, Legnago, München und Moskau.

## Kreationen und Soli
Neumeier schuf für sie zahlreiche Kreationen in seinen Ballett-Choreographien:
- Cinderellas Mutter und Prinzessin aus einem anderen Land in A Cinderella Story
- Das Meer in Odyssee
- Geruth in Hamlet (Neufassung)
- Pas de deux Scheherazade III (Osterkonzert 1999, München)
- Star der Revue in Die Möwe
- Laura in Préludes CV
- Aschenbachs Assistentin, seine Mutter und Tadzios Mutter in Tod in Venedig
- Orgeluse in Parzival – Episoden und Echo
- Silberfee in Dornröschen (Mats Ek)

sowie Soli in:
- Messias
- Time after Time aus »Bartók-Bilder«
- Winterreise
- Nocturnes aus „Lieder der Nacht“

## Repertoire
Das tänzerische Repertoire von Cazzaniga umfasst folgende Rollen:
- Likainion in Daphnis und Chloë
- Olympia und Prudence in Die Kameliendame
- Penelope in Odyssee
- Diana in Sylvia
- Cinderellas Mutter und eine Stiefschwester in
- A Cinderella Story
- Hermia in Ein Sommernachtstraum
- Dulcinea in Don Quixote
- Bianca in Othello
- Bäsle und Die Musik in Fenster zu MOZART
- Die gute Fee und die Königin in Dornröschen
- Louise, Frau Konsul Stahlbaum, „La Fille du Pharaon“ und „Esmeralda und die Narren“ in „Der Nussknacker“
- Gräfin Capulet in Romeo und Julia
- Olivia in VIVALDI oder Was ihr wollt
- Die Königinmutter in Illusionen – wie Schwanensee
- Tamara Karsawina in Nijinsky
- Myrtha in Giselle
- Ygerne in Artus-Sage
- Aase in Peer Gynt
- Irina Nikolajewna Arkadina in Die Möwe
- Celia in Wie es Euch gefällt
- Gamsatti und Hindu-Tanz in La Bayadère (Natalia Makarova nach Marius Petipa)